# Mokoma
Mokoma ist eine 1996 gegründete finnische Thrash-Metal-Band aus Lappeenranta.

## Bandgeschichte

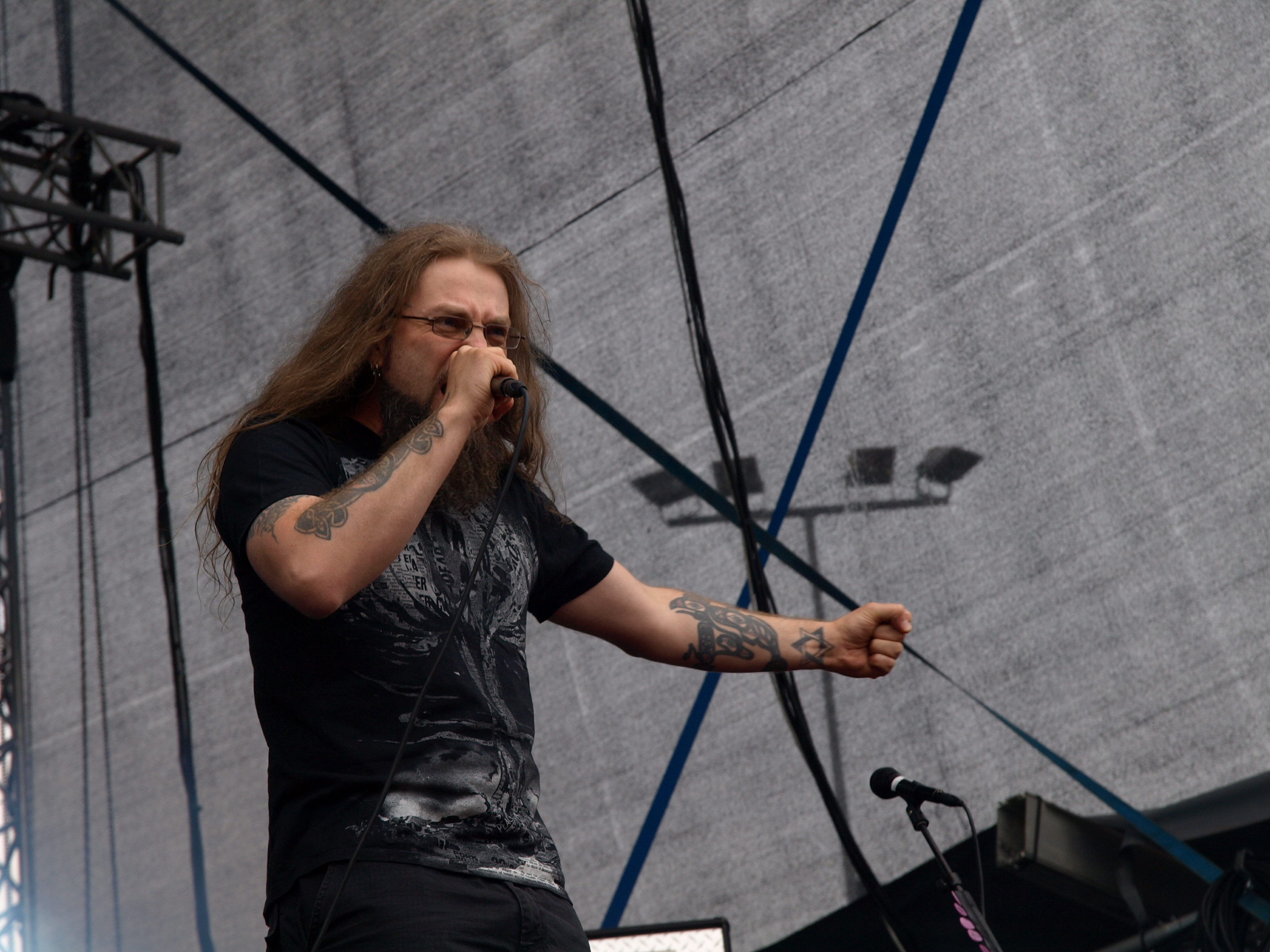
Sänger Marko Annala

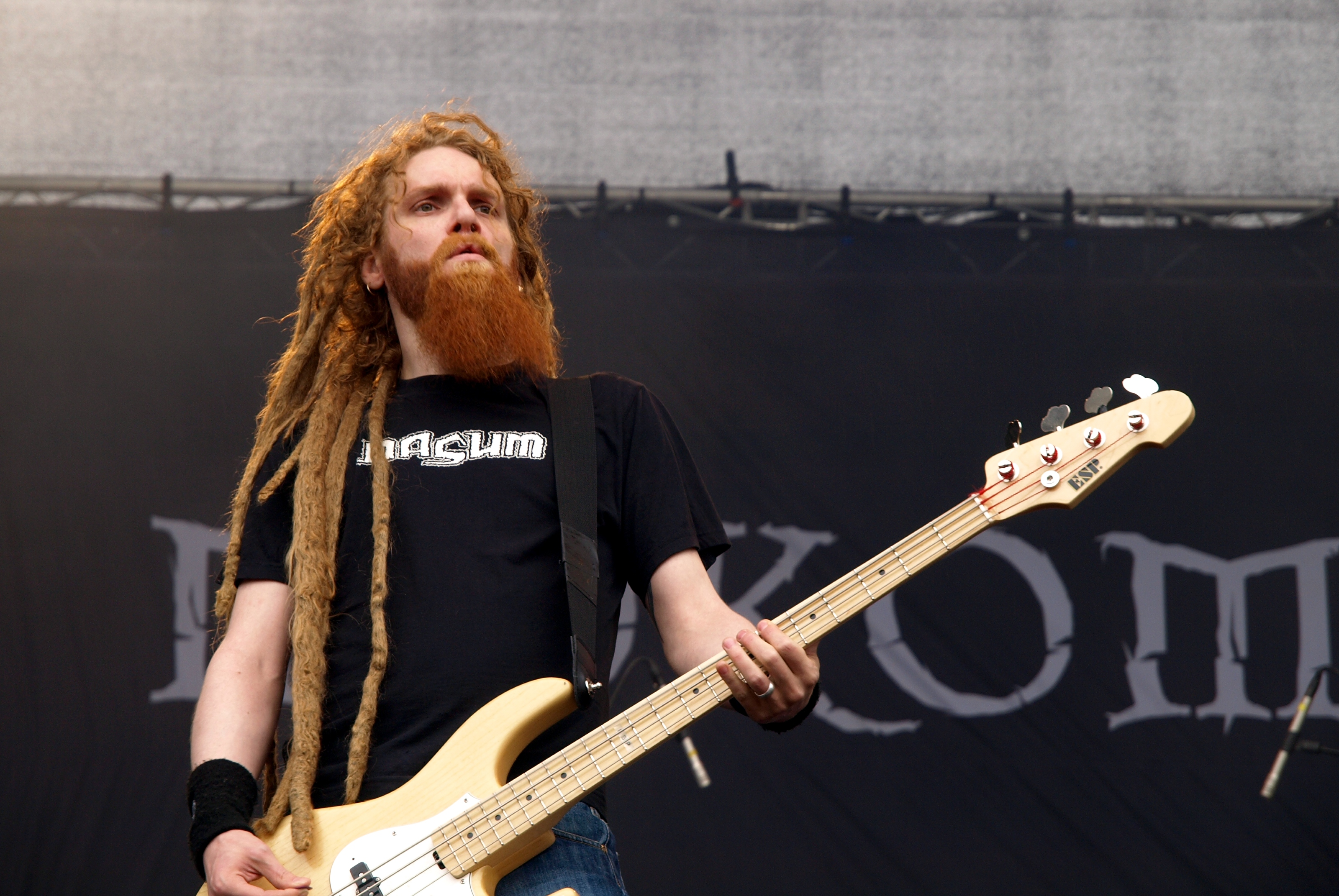
Santtu Hämäläinen

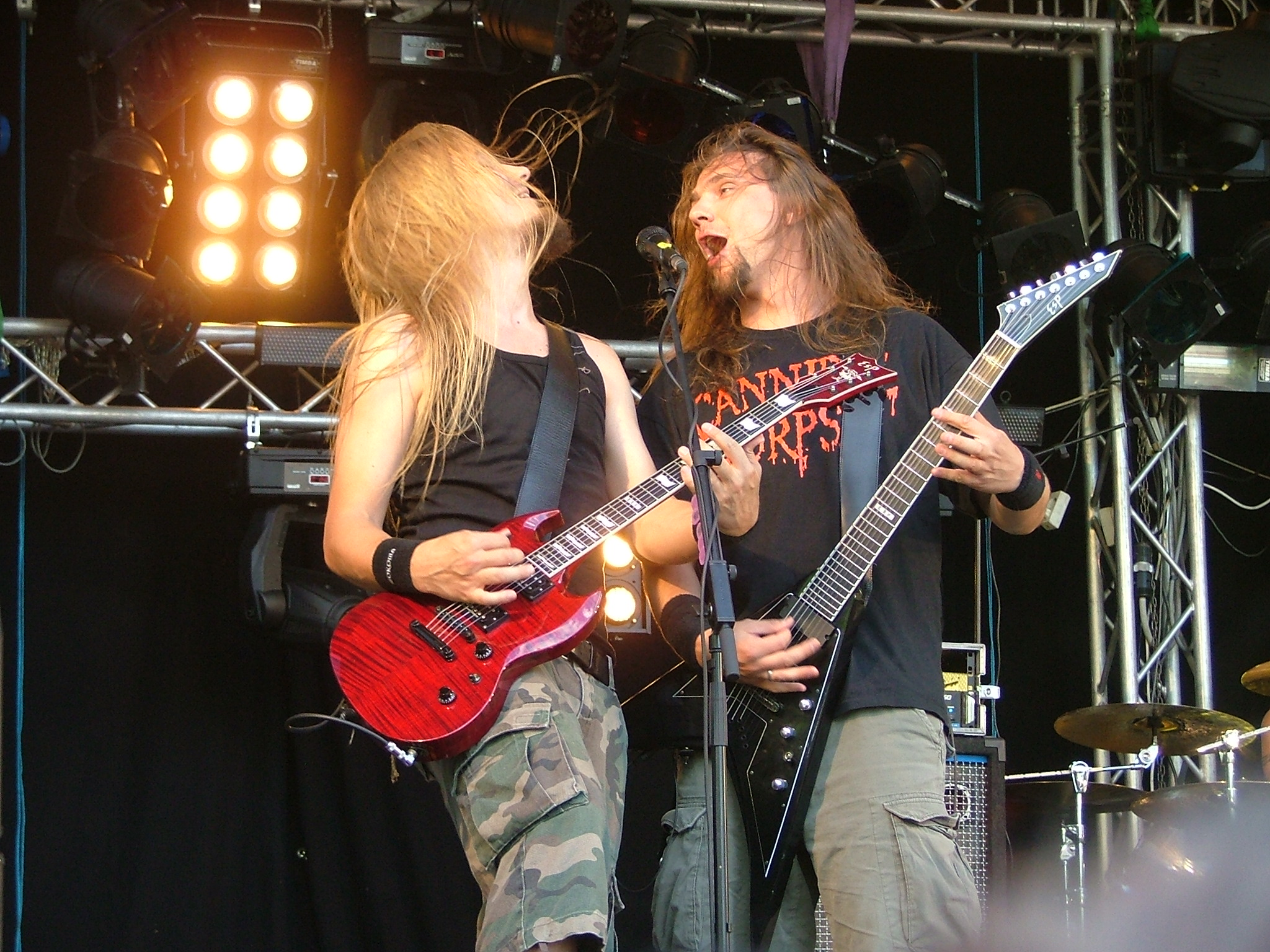
Tuomo Saikkonen und Kuisma Aalto

Mokoma wurde 1996 von Marko Annala ursprünglich als Soloprojekt gegründet, aber bald durch eine volle Besetzung erweitert. Anfänglich orientierte sich der Sound ihrer Lieder mehr am traditionellen Rock und Grunge mit nur kleinen Einflüssen aus dem Metal-Bereich, was ihnen einen Plattenvertrag bei EMI einbrachte. Die beiden ersten Alben Valu und Mokoman 120 päivää verkauften sich allerdings schlecht. Als sie daraufhin dem Label gegenüber den Vorschlag machten, anstelle der Rockmusik finnischsprachigen Thrash Metal zu spielen, wurde ihnen sofort der Vertrag gekündigt.
Da sie kein geeignetes Ersatzlabel fanden, gründeten die Bandmitglieder 2003 Sakara Records (vertritt mittlerweile auch die Bands Diablo, Stam1na und Rytmihäiriö). Noch im selben Jahr veröffentlichten sie ihr drittes Album Kurimus, das als erstes Thrash-Metal-Album in finnischer Sprache gilt. Anfänglich verkaufte es sich nur 200 Mal, aber mit Hilfe der frei vertriebenen MP3-Single Takatalvi und Mundpropaganda verschaffte sich die Band im Metal-Bereich einen höheren Bekanntheitsgrad, worauf sich die Verkaufszahlen des Albums auf mehrere tausend Stück erhöhten. Auch zahlreiche Touren machten die Band bald bekannter. Während sie im April 2003 bei der Release-Party von Kurimus vor etwa hundert Leuten in einer kleinen Rockbar spielten, war beim Tourende ein halbes Jahr später im November das Konzert im Tavastia ausverkauft.
Im Mai 2004 erschien das nächste Album Tämän maailman ruhtinaan hovi. Es stieg auf Platz zwei der finnischen Albumcharts ein und verkaufte sich beinahe 10.000 Mal. Die führende finnische Metal-Zeitschrift Inferno wählte das Album zum „Album des Jahres“. Außerdem wurde Mokoma bei den Finnischen Metal-Awards als „Band des Jahres“ und ihr Album als „Album des Jahres“ ausgezeichnet und für den Emma Award nominiert.
Zu Weihnachten 2004 veröffentlichten sie eine selbstbenannte Live-DVD, die auf Platz eins der finnischen DVD-Charts einstieg, mehr als 5.000 Stück verkaufte und Gold-Status erreichte.
Im Februar 2006 veröffentlichte die Band ihr fünftes Album Kuoleman Laulukunnaat, das im Music Bros. Studio in Imatra aufgenommen worden war. Direkt vor dem Release war die Band auf den Covers aller bedeutenden Rockmagazine in Finnland. In der ersten Woche war jedes fünfte Musikalbum, das in Finnland gekauft wurde, das ihre, was auch einen sofortigen Einstieg auf Platz eins der finnischen Charts bedeutete. Bei den Finnischen Metal-Awards wurden sie für das „Album des Jahres“ und das „Cover des Jahres“ nominiert und erhielten auch beide Auszeichnungen. Zusätzlich war auch dieses Album wieder für eine Emma nominiert. Im November 2006 tourte die Band gemeinsam mit Stam1na und Rytmihäiriö durch Finnland. Dabei wurde im Nosturi in Helsinki, im Teatria in Oulu und im Rytmikorjaamo in Seinäjoki eine DVD aufgenommen, die im Mai 2007 erschien. Ebenfalls im Mai 2007 schloss das bandeigene Label Sakara Records eine Partnerschaft mit der ZYX-Music-Tochter Golden Gore Records, die am 8. Juni 2007 als erstes Album Kuoleman Laulukunnaat im deutschsprachigen Raum veröffentlichte.
Die Aufnahmen für das nächste Album begannen im August 2007. Luihin ja ytimiin erschien am 28. November 2007 und stieg wiederum gleich auf Platz eins der finnischen Albumcharts ein. Bei den Finnischen Metal-Awards, die im Februar 2008 im Rahmen der Finnish Metal Expo verliehen wurden, erhielt die Band die Auszeichnungen für das „Album des Jahres“ und das „Cover des Jahres“. Sänger Marko Annala wurde zudem zum „Sänger des Jahres“ gewählt. Mokoma wurde auch in der Kategorie „Bestes Metal-Album“ (Luihin ja ytimiin) neben Nightwish, Amorphis und Apocalyptica für eine Emma nominiert. Bei der Gala am 8. März 2008, die jährlich von etwa einer halben Million Finnen gesehen wird, fand ein Auftritt der Band statt. Im Juni 2008 erhielt Mokoma für das Album Kuoleman laulukunnaat eine Goldene Schallplatte für 15.000 verkaufte Einheiten. Das Album Sydänjuuret und die Single Viides Vuodenaika erhielten ebenfalls eine Goldene Schallplatte.

## Diskografie

### Alben
| Jahr | Titel                         | Höchstplatzierung, Gesamtwochen, AuszeichnungChartsChartplatzierungen (Jahr, Titel, Platzierungen, Wochen, Auszeichnungen, Anmerkungen) | Anmerkungen                                               |
| Jahr | Titel                         | FI | Anmerkungen                                               |
| ---- | ----------------------------- | --- | --------------------------------------------------------- |
| 1999 | Valu                          | — |                                                           |
| 2001 | Mokoman 120 päivää            | FI25 (1 Wo.)FI | Erstveröffentlichung: 27. August 2001 Charteinstieg: 2021 |
| 2003 | Kurimus                       | FI31 (2 Wo.)FI |                                                           |
| 2003 | Punainen kukko                | FI12 (1 Wo.)FI | Erstveröffentlichung: 27. Juni 2003 Charteinstieg: 2019   |
| 2004 | Tämän maailman ruhtinaan hovi | FI2 (13 Wo.)FI | Erstveröffentlichung: 12. Mai 2004                        |
| 2006 | Kuoleman laulukunnaat         | FI1 Gold · (6 Wo.)FI | Erstveröffentlichung: 8. Februar 2006                     |
| 2007 | Luihin ja ytimiin             | FI1 (12 Wo.)FI | Erstveröffentlichung: 28. November 2007                   |
| 2010 | Sydänjuuret                   | FI1 Gold · (12 Wo.)FI | Erstveröffentlichung: 24. März 2010                       |
| 2011 | Varjopuoli                    | FI5 (4 Wo.)FI |                                                           |
| 2012 | 180 astetta                   | FI1 (10 Wo.)FI | Erstveröffentlichung: 19. Oktober 2012                    |
| 2015 | Elävien kirjoihin             | FI1 (26 Wo.)FI | Erstveröffentlichung: 6. Februar 2015                     |
| 2016 | Laulurovio                    | FI7 (2 Wo.)FI | Erstveröffentlichung: 18. November 2016                   |
| 2018 | Hengen pitimet                | FI1 (9 Wo.)FI | Erstveröffentlichung: 25. Mai 2018                        |
| 2020 | Ihmissokkelo                  | FI1 (6 Wo.)FI | Erstveröffentlichung: 21. Februar 2020                    |
| 2021 | Sydänjuuret & Juurta jaksain  | FI27 (1 Wo.)FI |                                                           |
| 2024 | Myrsky                        | FI2 (6 Wo.)FI | Erstveröffentlichung: 8. März 2024                        |

### EPs
Alle hier aufgeführten EPs haben sich in den Singlecharts platziert.

| Jahr | Titel             | Höchstplatzierung, Gesamtwochen, AuszeichnungChartsChartplatzierungen (Jahr, Titel, Platzierungen, Wochen, Auszeichnungen, Anmerkungen) | Anmerkungen                             |
| Jahr | Titel             | FI | Anmerkungen                             |
| ---- | ----------------- | --- | --------------------------------------- |
| 2003 | Punainen kukko    | FI11 (1 Wo.)FI | Erstveröffentlichung: 27. Juni 2003     |
| 2006 | Viides vuodenaika | FI1 Gold · (13 Wo.)FI | Erstveröffentlichung: 18. Oktober 2006  |
| 2010 | Juurta jakasain   | FI1 (4 Wo.)FI | Erstveröffentlichung: 1. September 2010 |

Weitere EPs
- 2013: Yksi

### Singles
| Jahr | Titel Album                       | Höchstplatzierung, Gesamtwochen, AuszeichnungChartsChartplatzierungen (Jahr, Titel, Album, Platzierungen, Wochen, Auszeichnungen, Anmerkungen) | Anmerkungen                                   |
| Jahr | Titel Album                       | FI | Anmerkungen                                   |
| ---- | --------------------------------- | --- | --------------------------------------------- |
| 2007 | Sakara Tour 2006 Nosturi          | FI7 (1 Wo.)FI | Split-Live-Single mit Rytmihäiriö und Stam1na |
| 2007 | Sakara Tour 2006 Työnkulma        | FI8 (1 Wo.)FI | Split-Live-Single mit Rytmihäiriö und Stam1na |
| 2007 | Sakara Tour 2006 Rytmikorjaamo    | FI9 (1 Wo.)FI | Split-Live-Single mit Rytmihäiriö und Stam1na |
| 2007 | Sakara Tour 2006 Tivoli           | FI11 (1 Wo.)FI | Split-Live-Single mit Rytmihäiriö und Stam1na |
| 2007 | Sakara Tour 2006 Teatria          | FI12 (1 Wo.)FI | Split-Live-Single mit Rytmihäiriö und Stam1na |
| 2007 | Sakara Tour 2006 Lutakko          | FI14 (1 Wo.)FI | Split-Live-Single mit Rytmihäiriö und Stam1na |
| 2007 | Sakara Tour 2006 Sibeliustalo     | FI16 (1 Wo.)FI | Split-Live-Single mit Rytmihäiriö und Stam1na |
| 2007 | Nujerra ihminen Luihin ja ytimiin | FI8 (1 Wo.)FI |                                               |
| 2010 | Sarvet esiin Sydänjuuret          | FI3 (1 Wo.)FI | Petri Nygård feat. Mokoma                     |

Weitere Singles
- 1999: Kasvan (EMI)
- 1999: Perspektiivi (EMI)
- 2001: Seitsemän sinetin takana (EMI)
- 2001: Rajapyykki (EMI)
- 2003: Takatalvi (Sakara Records)
- 2004: Hiljaisuuden julistaja (Sakara Records)
- 2010: Sydänjuuret (Sakara Records)
- 2011: Sydän paikallaan
- 2012: Valkoista kohinaa
- 2012: Punamultaa
- 2015: Sinne missä aamu sarastaa

### Videoalben
- 2004: DVD (FI: Gold)
- 2007: Sakara Tour 2006 (mit Rytmihäiriö und Stam1na)